# Barbro Eberan
Barbro Ebba Eberan, född Fallenius 2 maj 1936 i Mariestad (kyrkobokförd i Storkyrkoförsamlingen i Stockholm), död 18 maj 2022 i Hamburg, var en svensk författare, vetenskapsjournalist och filosofie doktor. Hon var dotter till diplomaten Harald Fallenius och Märta Virgin samt gift med Christoph Eberan von Eberhorst och bosatt i Hamburg sedan 1959.
Eberan gav ut flera böcker om Tysklands historia och arvet efter nazismen, Förintelsen och andra världskriget, men också om tysk kultur och litteratur samt om andra ämnen. Hon var medarbetare i Svenska Dagbladet, där hon genom åren publicerade ett stort antal artiklar under strecket.
År 2014 belönades hon för sin litterära gärning av Svenska Akademien.

## Böcker
- Wer war an Hitler schuld?: die Debatte um die Schuldfrage 1945–1949 (Minerva/München, 1983)
- Vi är inte färdiga med Hitler på länge än (Symposion, 2002)
- Var Hitler en demon? (2011)
- Hur kunde det ske?: myt och motmyt (2013)
- Förlorade generationer?: tyskarna och skuldfrågan (2014)
- Brunt arv (Carlssons, 2015)
- Varför kunde det ske?: det finns många förklaringar till Förintelsen (Carlssons, 2019) ISBN 978-91-7331-965-2